# Zatoka Qızılağac
Zatoka Qızılağac (Zatoka Kyzyłagacz, Zatoka Kyzył-Agacz, dawniej Zatoka Kirowa; azer. Qızılağac körfəzi) – zatoka na południowo-zachodnim wybrzeżu Morza Kaspijskiego w Azerbejdżanie. Powierzchnia 460 km², głębokość 2 m. Wody zatoki są częścią Rezerwatu Qızılağac.